# Moschus anhuiensis
El ciervo almizclero de Anhui (Moschus anhuiensis) es una especie de mamífero artiodáctilo que habita solamente en inmediaciones en las Montañas Dabie al occidente de la provincia de Anhui, China.
Inicialmente fue considerado una subespecie de Moschus berezovskii y Moschus moschiferus. En 2008, se catalogó como especie es peligro de extinción en la Lista Roja de la UICN, por su territorio reducido y la posible caída acelerada de su población por la pérdida de su hábitat.